# SysML
SysML (Systems Modeling Language)  (tidigare UML för Systems engineering) är en UML-profil som bland annat lägger till några diagram till UML, till exempel ett diagram för kravhantering. XMI används för att utbyta information. Arbetet med att definiera SysML påbörjades 2003 och i september 2009 blev det en officiell OMG-standard.